# Bandad lagunsnäcka
Bandad lagunsnäcka (Lacuna vincta) är en snäckart som först beskrevs av Montagu 1803.  Bandad lagunsnäcka ingår i släktet Lacuna och familjen strandsnäckor. Arten är reproducerande i Sverige. Inga underarter finns listade i Catalogue of Life.

## Bildgalleri

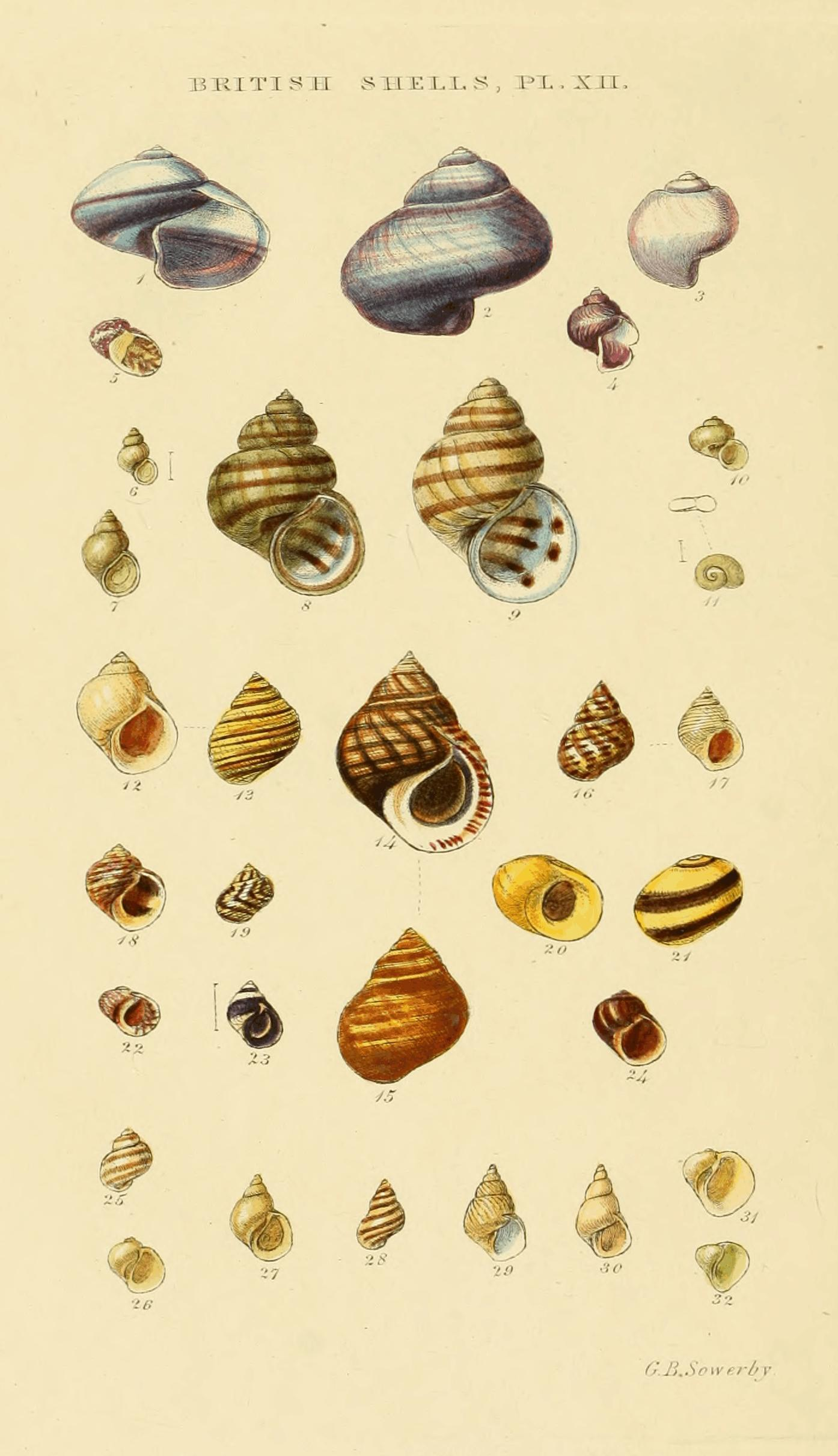